# Slaget vid Łowicz
Slaget vid Łowicz ägde rum den 25 augusti 1656 under Karl X Gustavs polska krig, som stod mellan polsk-litauiska trupper under befäl av Stefan Czarniecki och svenska trupper under befäl av Hans Beddeker. Slaget slutade med en polsk seger.